# Централни рејон Гомеља
Централни рејон (рус. Центральный район) је административно-територијална јединица (градски рејон) у саставу града Гомеља. Простире се централним, источним и североисточним деловима града. Заузима површину од 2110 ha, од чега је 300 ha зелених површина. Има око 80 хиљада становника (што чини око 16% од укупног броја становника града). Основан је 1940. године.
Савремени облик Централног рејона је почео да се формира у другој половини XVIII и почетком ХХ века. Након што је Гомељ ушао у састав Руске Империје 1772. његови нови власници Румјанцеви су почели да зидају центар по узору на Санкт Петербург. Главне улице су Совјетска (она је уједно и централна градска улица), Лењинов проспект, Проспект победе, Мазурова, Интернационална, Крупски булевар.
У Централном рејону су регистрована 24 привредна предузећа, углавном производња машина и алата, возила, лака и прехрамбена индустрија. Највеће фабрике су фабрика алата „С. М. Киров“, фабрика слаткиша „Спартак“, фабрика одеће „8. март“ и „Коминтерн“, штампарија „Полеспечат“, фабрика хлеба, фабрика ципела „Труд“, и фабрике које производе резервне делове за возила.
У овом рејону се налази 13 општеобразовних институција, 11 техничких и виших школа и 2 универзитета (Гомељски државни универзитет „Ф. Скорина“ и Гомељски државни медицински универзитет). Здравстом се у Централном рејону баве Гомељска градска болница хитне помоћи, обласна дечја клиничка болнциа, градска клиничка болница бр. 5, породилиште и 9 поликлиника (од њих три су стоматолошке).
Главни спортски објекти су Централни фудбалски стадион, ледена хала и сала за гимнастику „Динамо“.
У Централном рејону се налази највећи број градских знаменитости и културних установа града Гомеља — Гомељски комплекс двораца и паркова, Ловачки дом (летња резиденција Паскевича), драмско позориште, циркус, луткарско позориште, експериментално позориште-студио младих, Гомељска обласна филхармонија, галерија слика „Г. Х. Вашченко“, градски центар културе, галерија уметности Белоруског савеза уметника, Гомељски обласни центар народног стваралаштва, биоскоп „Калињин“, Вечна ватра, гробља совјетских бораца, Централна библиотека. Поред њих у граду се налазе и бројни паркови и скверови: Централни парк, парк Громика, Студентски парк, сквер Держинског и други (укупно 30 скверова и 3 парка). Постављени су споменици и бисте Лењину, А. С. Пушкину, Н. Румјанцеву, А. Громику, И. Паскевичу, П. Чајковском, Кирилу Туровском, П. Сухом и др.
На челу рејона се налази Олег Борисенко.